# Live Wires
Live Wires is een Amerikaanse filmkomedie uit 1946 onder regie van Phil Karlson.

## Verhaal
Slip Mahoney wordt de laan uit gestuurd bij een bouwbedrijf, omdat hij zijn baas heeft geslagen. In zijn nieuwe baan moet hij de dwangbevelen rondbrengen voor een openbare aanklager. Op die manier komt hij erachter dat zijn vorige werkgever zich bezondigt aan malafide praktijken. Bovendien kan zijn zus daardoor in gevaar zijn.

## Rolverdeling
| Acteur              | Personage         |
| ------------------- | ----------------- |
| Leo Gorcey          | Slip Mahoney      |
| Huntz Hall          | Sach Jones        |
| Mike Mazurki        | Pat Clark         |
| Bobby Jordan        | Bobby             |
| William Benedict    | Whitey            |
| William Frambes     | Homer             |
| Claudia Drake       | Jeanette          |
| Pamela Blake        | Mary Mahoney      |
| John Eldredge       | Herbert L. Sayers |
| Patti Brill         | Mabel             |
| Bernard Gorcey      | Vriend            |
| Bill Christy        | Vriendin          |
| Nancy Brinckman     | Mijnheer Barton   |
| Robert Emmett Keane | Barker            |
| Earle Hodgins       | Harry Davis       |